# Valdichiana spumante
Il Valdichiana spumante è un vino DOC la cui produzione è consentita nelle province di Arezzo e Siena.

## Caratteristiche organolettiche
- colore: paglierino, anche con riflessi verdognoli
- odore: neutro, caratteristico, ricco di delicato e gradevole profumo
- sapore: asciutto, anche con lieve retrogusto di mandorla amara

## Produzione
Provincia, stagione, volume in ettolitri
- nessun dato disponibile